# Råby-Rekarne socken
Råby-Rekarne socken i Södermanland ingick i Västerrekarne härad, ingår sedan 1971 i Eskilstuna kommun och motsvarar från 2016 Råby-Rekarne distrikt.
Socknens areal är 24,22 kvadratkilometer, varav 24,19 land. År 2000 fanns här 194 invånare.   Sockenkyrkan Råby-Rekarne kyrka ligger i socknen.  

## Administrativ historik
Råby-Rekarne socken har medeltida ursprung.  Före den 1 januari 1886 (ändring enligt beslut den 17 april 1885) var namnet Råby socken.
Vid kommunreformen 1862 övergick socknens ansvar för de kyrkliga frågorna till Råby-Rekarne församling och för de borgerliga frågorna till Råby-Rekarne landskommun. Landskommunen inkorporerades 1952 i Hällby landskommun som 1971 uppgick i Eskilstuna kommun. Församlingen uppgick 2002 i Hällby församling med Tumbo och Råby-Rekarne.
1 januari 2016 inrättades distriktet Råby-Rekarne, med samma omfattning som församlingen hade 1999/2000.
Socknen har tillhört län, fögderier, tingslag och domsagor enligt vad som beskrivs i artikeln Västerrekarne härad.  De indelta soldaterna tillhörde Södermanlands regemente, Väster Rekarne kompani.

## Geografi
Råby-Rekarne socken ligger väster om Eskilstuna. Socknen består av slättbygd omgiven av  en småkuperad skogsbygd.

## Fornlämningar
Gravrösen från bronsåldern och gravar från järnåldern är funna. Två fornborgar har påträffats.

## Namnet
Namnet (1318 Thraboheradhe) har i efterleden härad, 'bygd' och inbyggarbeteckningen bo. Förleden är thra, 'förträngning, trångt ställe' som syftar på en trångt vattendrag.
Det namnsärskiljande Rekarne las till officiellt 1 januari  1886.